# Bletiinae
Bletiinae — подтриба трибы Arethuseae семейства Орхидные. Включает около 26 родов и 380 видов.

## Этимология
Название подтрибы образовано от названия типового рода подтрибы — Bletia, который, в свою очередь назван в честь испанского фармацевта и ботаника Luis Blet, жившего в XVIII веке.

## Распространение
Тропические области всех материков, субтропические районы Азии и Северной Америки.

## Биологическое описание
Наземные, редко эпифитные или сапрофитные травы с травянистым или тростниковидным стеблем, в основании которого из нескольких междоузлий образуется псевдобульба или подземный клубень.
Листья конволютные, пликатные, редко кондупликатные, 2-рядно расположенные.
Соцветие боковая редко терминальная кисть. Цветки спирально расположенные, по величине от маленьких до крупных. Листочки околоцветника свободные или более или менее срастаются; губа нередко массивно срастается с основанием колонки и продолжена в длинный шпорец или без шпорца, подвижно сочленена с верхушкой подножия укороченной или вытянутой колонки. Пыльник терминальный, согнутый. Поллинии в числе 8, редко 4, сжатые с боков или булавовидные, мягкие, крахмалистые, часто с общей каудикулой, иногда имеется прилипальце. Рыльце цельное.
Хромосомы 2n = 32, 36—44, 48, 50.

## Распространение
Азия и Африка.
Эпифиты, реже литофиты и наземные растения.

## Систематика
Некоторые роды, входящие в подтрибу Bletiinae:
Ancistrochilus
Anthogonium
Cephalantheropsis
Eriodes
Hancockia
Hexalectris
Ipsea
Mischobulbum
Nephelaphyllum
Pachystoma
Arundina
Calopogon
Acanthephippium
Bletia — Блетия
Bletilla — Блетилла
Calanthe — Каланта
Phaius
Spathoglottis
Coelia
Chysis — Хизис
Plocoglottis
Tainia